# أنظمة قضبان التوصيل الكهربية

مقارنة بين نظام التمديد الكهربي ونظام قضبان التوصيل الكهربي

كابل متصل ببسبار

نظام قضبان التوصيل الكهربي هو أسلوب نمطي يشبة عملية التمديد الكهربي للأسلاك، حيث يتم تثبيت الأجهزة الكهربائية على قضيب التوصيل مباشرة بدلا من توصيل كابل لكل جهاز. تستخدم هذه الطريقة في تركيب لوحات التوزيع ولوحات التحكم الآلي.
يخضع نظام قضبان التوصيل كأي نظام كهربي لمعايير السلامة للتصميم والتركيب وفقا لبند 61439-1 اللجنة الكهروتقنية الدولية ولا يختلف النظام كثيرا من منطقة إلى أخرى. يعتمد النظام على أنواع، أحجام القضبان المسموح بها على حسب جهد التشغيل والقدرة الاستيعابية.

## المكونات
يتكون نظام قضبان التوصيل من:
- اثنين من حاملات القضبان الحديدية.
- قضبان الربط.
- محولات لتركيب الأجهزة.
- مشابك ربط إما بغطاء واقي أو بدون غطاء.

يختلف نوع كل نظام عن الآخر على حسب حجم القضبان فيوجد:
- نظام 40 ملم (تتراوح سعة الحمل لديه من 300-400 أمبير).
- نظام 60 ملم (تتراوح سعة الحمل لديه من 800-2500 أمبير).
- نظام 100 ملم (للأحمال الأكبر من 1250 أمبير).
- نظام 40 ملم ( للأحمال الأكبر من 2500 أمبير ).

## المميزات والعيوب

### المميزات
- يصل أمان النظام على مقياس العلامة الحماية العالمية IP 60.[4]
- تقليل المساحة داخل الخزانة.
- من السهل اكتشاف الأخطاء واصلاحها.
- توفير الوقت.

### العيوب
- يتطلب متخصصين للتركيب.
- غير قابل للتطبيق تجاريًا في حالة انخفاض عدد المفاتيح.